# Pterichis latifolia
Pterichis latifolia là một loài thực vật có hoa trong họ Lan. Loài này được Garay & Dunst. miêu tả khoa học đầu tiên năm 1976.